# ISO 3166-2:FM
ISO 3166-2:FM is een ISO-standaard met betrekking tot de zogenaamde geocodes. Het is een subset van de ISO 3166-2 tabel, die specifiek betrekking heeft op Micronesië. 
De gegevens werden tot op 27 november 2015 geüpdatet op het ISO Online Browsing Platform (OBP). Hier worden 4 deelstaten -  state (en) / État (fr) - gedefinieerd.
Volgens de eerste set, ISO 3166-1, staat FM voor Micronesië, het tweede gedeelte is een drieletterige code.

## Codes
| Code   | Naam    |
| ------ | ------- |
| FM-TRK | Chuuk   |
| FM-KSA | Kosrae  |
| FM-PNI | Pohnpei |
| FM-YAP | Yap     |